# Cadeia planetária

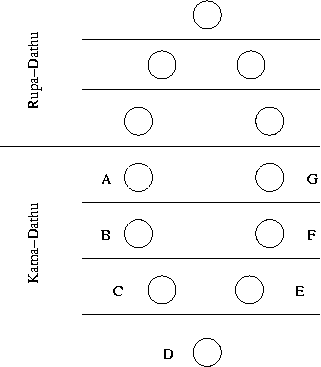
Cadeia planetária

Cadeia planetária é a expressão usada na Teosofia para designar o ciclo de evolução de um corpo cósmico (estrela, planeta, cometa, etc.). Ela é composta de doze Globos distribuidos por sete planos, sete Globos em planos manifestados e cinco Globos em planos não manifestados.
Os três planos que permanecem não manifestados são chamados de Rupa-Dathu, e os quatro manifestados são chamados de Kama-Dathu.
A evolução na cadeia planetária se processa desde o primeiro Globo (Globo A), mais etéreo, descendo até o quarto Globo (Globo D), o mais denso de todos, e daí subindo até o sétimo (Globo G), novamente etéreo.
Importante observar que os Globos localizados em um plano acima não podem ser percebidos pelos que estão abaixo. Assim, no Globo D da Terra (que é o Globo em que evoluimos atualmente) só se pode perceber o Globo D da Lua. Já, por exemplo, no Globo A se pode perceber todos os Globos, inclusive o Globo G.
A evolução da cadeia planetária é composta por períodos chamados de Rondas. Quando um Globo passa por sete Raças-raiz se diz que ocorreu uma Ronda de Globo. Quando a evolução passa por todos os sete Globos (ou doze se incluirmos os Globos localizados em planos não manifestados) de uma cadeia planetária, se diz que ocorreu uma Ronda planetária. Segundo Blavatsky, sete Rondas planetárias formam um Kalpa (ou Manvantara).